# Hvidkilde
Hvidkilde er en gård, der ligger i Egense Sogn, Sunds Herred, Svendborg Kommune. Den kan henføres til borgen Kildeborg fra ca. 1230, dog på noget usikkert grundlag om oprindelse, men med rigsmarsken Claus Rønnow (død 1486) får vi historiens faste grund under fødderne. Hovedbygningen er opført i 1550 og tilbygget i 1742 ved Philip de Lange. Hvidkilde var fra 1780 hovedsæde for Baroniet Lehn.
Hovedbygningen blev opmålt i 1907 under ledelse af arkitekt Anton Rosen.
Hvidkilde Gods er på 2272 hektar med Lehnshøj, Heldagergaard, Edelsminde, Brændeskovgård og Telværksgården
Nogle indendørsscener fra tv-serien 1864 blev filmet på Hvidkilde.
Det var omkring Hvidkilde at den syv-årige Mona Rasmussen forsvandt den 20. august 1964 i den såkaldte Mona-sag.
Hun boede nord for godset. Hendes cykel blev fundet i udkanten af Amalielyst-skoven syd for godset.

## Ejere af Hvidkilde
- (1230-1370) Ukendt Ejere
- (1370-1410) Anders Pedersen Panter
- (1410-1450) Johan Wittekop Krummedige
- (1450-1486) Claus Rønnow
- (1486-1506) Markvard Clausen Rønnow
- (1506-1565) Eiler Markvardsen Rønnow
- (1565) Karen Eilersdatter Rønnow gift Bille
- (1565-1575) Jens Bille
- (1575-1592) Anne Eilersdatter Rønnow gift Hardenberg / Karen Eilersdatter Rønnow gift Bille
- (1592-1631) Markvard Jensen Bille
- (1631-1633) Eiler Markvardsen Bille
- (1633) Karen Markvardsdatter Bille gift Gjøe
- (1633-1653) Falk Gjøe
- (1653-1679) Karen Markvardsdatter Bille gift Gjøe
- (1679-1724) Valdemar Gabel
- (1724-1725) Kronen
- (1725-1760) Johan Lehn
- (1760-1804) Poul Abraham Lehn
- (1804) Sophie Amalie Poulsdatter Lehn gift Rantzau
- (1804-1806) Hans Rantzau-Lehn
- (1806-1834) Sophie Amalie Poulsdatter Lehn gift Rantzau
- (1834) Pauline Christiane Hansdatter Rantzau-Lehn gift Holsten
- (1834-1860) Frederik Christian Holsten-Lehn-Charisius
- (1860) Christiane Henriette Barner-Kaas-Lehn gift Rosenørn
- (1860-1892) Otto Ditlev Rosenørn-Lehn
- (1892-1904) Erik Christian Hartvig Rosenørn-Lehn
- (1904) Anna Christiane Adelheid Eriksdatter Rosenørn-Lehn gift Ahlefeldt-Laurvig
- (1904-1909) Frederik Ludvig Vilhelm greve Ahlefeldt-Laurvig-Lehn
- (1909-1910) Anna Christiane Adelheid Eriksdatter Rosenørn-Lehn gift Ahlefeldt-Laurvig
- (1910-1951) Christian Erik Julius greve Ahlefeldt-Laurvig-Lehn
- (1951-1981) Axel greve Ahlefeldt-Laurvig-Lehn
- (1981-) Christian greve Ahlefeldt-Laurvig-Lehn
- Carl Johan greve Ahlefeldt-Laurvig-Lehn

## Henvisning
1. ↑  "Aftenshowet | TV | DR". Arkiveret fra originalen 30. oktober 2014. Hentet 13. november 2014.
2. ↑  Erik Nørgaard (20. august 1967). "En Kosangas-bil kan bringe sagen for Klageretten". Politiken. Artiklen findes genoptrykt i bogen Journalist på rettens vej.

55°4′21″N 10°32′3″Ø / 55.07250°N 10.53417°Ø